# لوکاس هاراسلین
لوکاس هاراسلین (انگلیسی: Lukáš Haraslín؛ زادهٔ ۲۶ مهٔ ۱۹۹۶) بازیکن فوتبال اهل اسلواکی است.
از باشگاه‌هایی که در آن بازی کرده‌است می‌توان به باشگاه فوتبال لخیا گدانسک و باشگاه فوتبال پارما اشاره کرد.
وی همچنین در تیم‌های ملی فوتبال زیر ۲۱ سال اسلواکی، و اسلواکی بازی کرده‌است.